# سهره نوک‌آبی
نوک‌آبی‌ها (نام علمی: Spermophaga) سرده‌ای از خانوادۀ سهرگان ریز هستند. این پرندگان در مناطق گرمسیری آفریقا یافت می‌شود. آنها دانه‌خواری با نوک‌های کوتاه، کلفت، آبی و قرمز هستند. همه پرهایی دارند که عمدتاً زرشکی و سیاه یا خاکستری تیره هستند.

## گونه‌ها
اعضا عبارتند از:
| نگاره | نام رایج     | نام علمی                | پراکندگی |
| ----- | ------------ | ----------------------- | --- |
|       | نوک‌آبی گرانت | Spermophaga poliogenys  | جمهوری کنگو، جمهوری دموکراتیک کنگو و اوگاندا. |
|       | نوک‌آبی غربی  | Spermophaga haematina   | آنگولا، بنین، کامرون، جمهوری آفریقای مرکزی، جمهوری کنگو، جمهوری دموکراتیک کنگو، ساحل عاج، گینه استوایی، گابن، گامبیا، غنا، گینه، گینه بیسائو، لیبریا، مالی، نیجریه، سنگال، سیرالئون و توگو |
|       | نوک‌آبی سرسرخ | Spermophaga ruficapilla | آنگولا، بوروندی، جمهوری آفریقای مرکزی، جمهوری دموکراتیک کنگو، کنیا، رواندا، سودان جنوبی، تانزانیا و اوگاندا.                                                                               |